# Paul Gensel
Paul Gensel (vollständiger Name Paul Theodor Gensel, * 11. April 1870 in Rochlitz; † 24. März 1936 in Bad Godesberg) war ein deutscher Klassischer Philologe und Gymnasiallehrer.

## Leben
Paul Gensel, der Sohn des Versicherungsinspektors Bruno Gensel (1844–1909) und der Klara geb. Knorr (1847–1916), wuchs in Rochlitz in Sachsen auf und zog im Herbst 1879 mit seinen Eltern nach Berlin, wo er ab Ostern 1880 das Askanische Gymnasium besuchte. Nach der Reifeprüfung (Ostern 1888) studierte er an der Berliner Universität Klassische Philologie, Geschichte und Philosophie. Er trat auch dem Akademischen Philologischen Verein im Naumburger Kartellverband bei. Von seinen Lehrern beeinflussten ihn besonders Adolf Kirchhoff und Johannes Vahlen. Im Frühjahr 1893 absolvierte er das Lehramtsexamen und leistete anschließend vom 1. Oktober 1893 bis zum 30. September 1894 als Einjährigfreiwilliger den Militärdienst beim Infanterieregiment Großherzog Friedr. Franz II. von Mecklenburg-Schwerin in Brandenburg ab.
Nach dem Militärdienst trat Gensel in den Vorbereitungsdienst zum höheren Lehramt an. Er absolvierte ab dem 1. Oktober 1894 das Seminarjahr am königlichen pädagogischen Seminar in Berlin, das von Otto Kübler geleitet wurde. Nebenbei reichte er an der Martin-Luther-Universität Halle-Wittenberg eine Doktorarbeit ein, mit der er am 3. Juli 1895 zum Dr. phil. promoviert wurde. Zum 1. Oktober 1895 begann Gensel das Probejahr am Gymnasium Steglitz und wurde dort anschließend als Hilfslehrer fest angestellt.
Vom 12. September bis zum 31. Dezember 1897 erhielt Gensel Urlaub, um als Hauslehrer am kaiserlichen Hof zu unterrichten. Anschließend wurde er an das Königliche Wilhelms-Gymnasium in Berlin versetzt (1. Januar 1898) und zum Oberlehrer ernannt.
Zur selben Zeit war Gensel auch wissenschaftlich tätig. In seiner Dissertation (1895) hatte er die Rezeption der Sophokles-Tragödien bei den republikanischen römischen Tragikern untersucht. Im Auftrag von Georg Wissowa verfasste er ab 1895 einige Artikel für Paulys Realencyclopädie der classischen Altertumswissenschaft (RE), unter anderem über den Historiker Eutropius.
Zum 14. November 1907 verließ Gensel den Schuldienst und wechselte als schultechnischer Hilfsarbeiter an das Provinzialschulkollegium in Berlin. Dort wurde er am 1. April 1908 fester Mitarbeiter. Nach zwei Jahren verließ Gensel auch diese Behörde und zog nach Elberfeld, wo er ebenfalls bei der städtischen Schulverwaltung arbeitete. Am 1. August 1910 wurde er auf zwölf Jahre zum besoldeten Beigeordneten der Stadt gewählt und übernahm das Dezernat für das höhere Schulwesen. Am Ersten Weltkrieg nahm er als Hauptmann der Reserve vom 19. August 1914 bis Ende November 1918 teil.
In Elberfeld wurde Gensel am 1. April 1922 wiederum auf zwölf Jahre zum Beigeordneten gewählt. Am 16. Juni 1924 heiratete er die Belgierin Ottilie de Paradé (1895–1974); aus dieser Ehe gingen keine Kinder hervor. Nach der Zusammenlegung von Barmen, Elberfeld und anderen Städten zur Stadt Wuppertal fiel Gensels Stelle der Umstrukturierung der Stadtverwaltung zum Opfer. Er wurde zum 1. November 1931, vier Jahre vor Erreichen der Altersgrenze, in den Ruhestand versetzt, den er in Godesberg bei Bonn verbrachte. Dort starb er am 24. März 1936.

## Schriften (Auswahl)
- De Sophocle a Romanis liberae rei publicae temporum tragicis poetis adhibito. Halle (Saale) 1895 (Dissertation)